# Indulkana
Indulkana – miasto w Australii, w stanie Australia Południowa.